# Michał Masłowski
Michał Masłowski (* 19. Dezember 1989 in Strzelin) ist ein polnischer Fußballspieler. 

## Laufbahn

### Vereine
Masłowski begann seine Karriere in seiner Geburtsstadt bei Strzelinianka Strzelin. Seinen ersten Profivertrag unterschrieb er 2011 und wechselte zum Zweitligisten Zawisza Bydgoszcz. Er konnte sich sehr schnell einen Stammplatz erobern und stieg mit dem Verein nach seiner zweiten Saison in die Ekstraklasa auf. Auch hier konnte er in seiner ersten Ekstraklasa-Saison überzeugen und erzielte in 27 Spielen acht Tore. In der Saison 2013/14 konnte er mit Zawisza Bydgoszcz überraschend den Polnischen Pokal gewinnen. Zur Rückrunde der Saison 2014/15 wechselte er zum polnischen Top-Klub KP Legia Warschau. Nachdem er 2016/2017 an Piast Gliwice verliehen wurde, unterschrieb Masłowski 2017 beim kroatischen Verein HNK Gorica Velika Gorica. Nach einem halben Jahr Vereinslosigkeit läuft er seit 2021 für Zagłębie Sosnowiec auf.

### Nationalmannschaft
In der polnischen Nationalmannschaft kam Michał Masłowski ab 2014 in drei Freundschaftsspielen zum Einsatz.

## Erfolge
- Polnischer Meister 2016 mit Legia Warschau
- Polnischer Pokalsieger: 2014